# Лас-Энкартасьонес

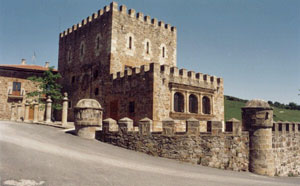

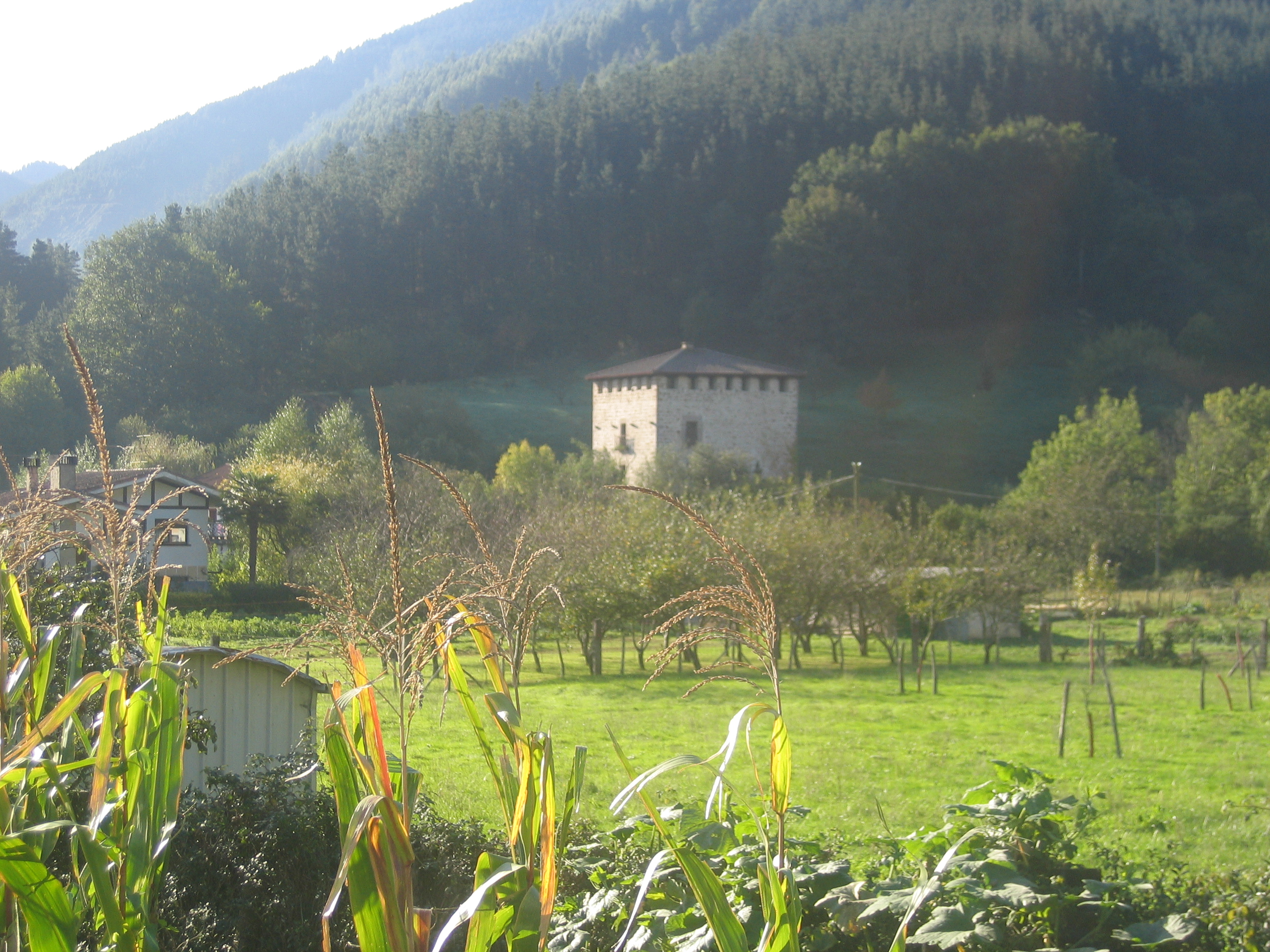

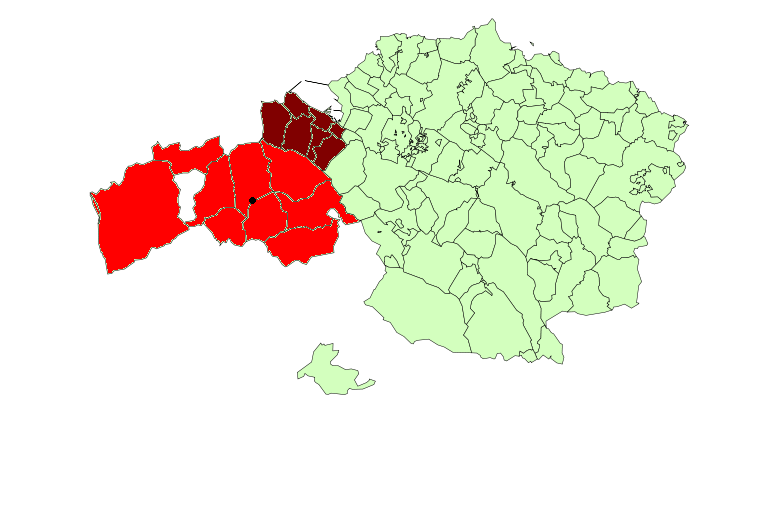

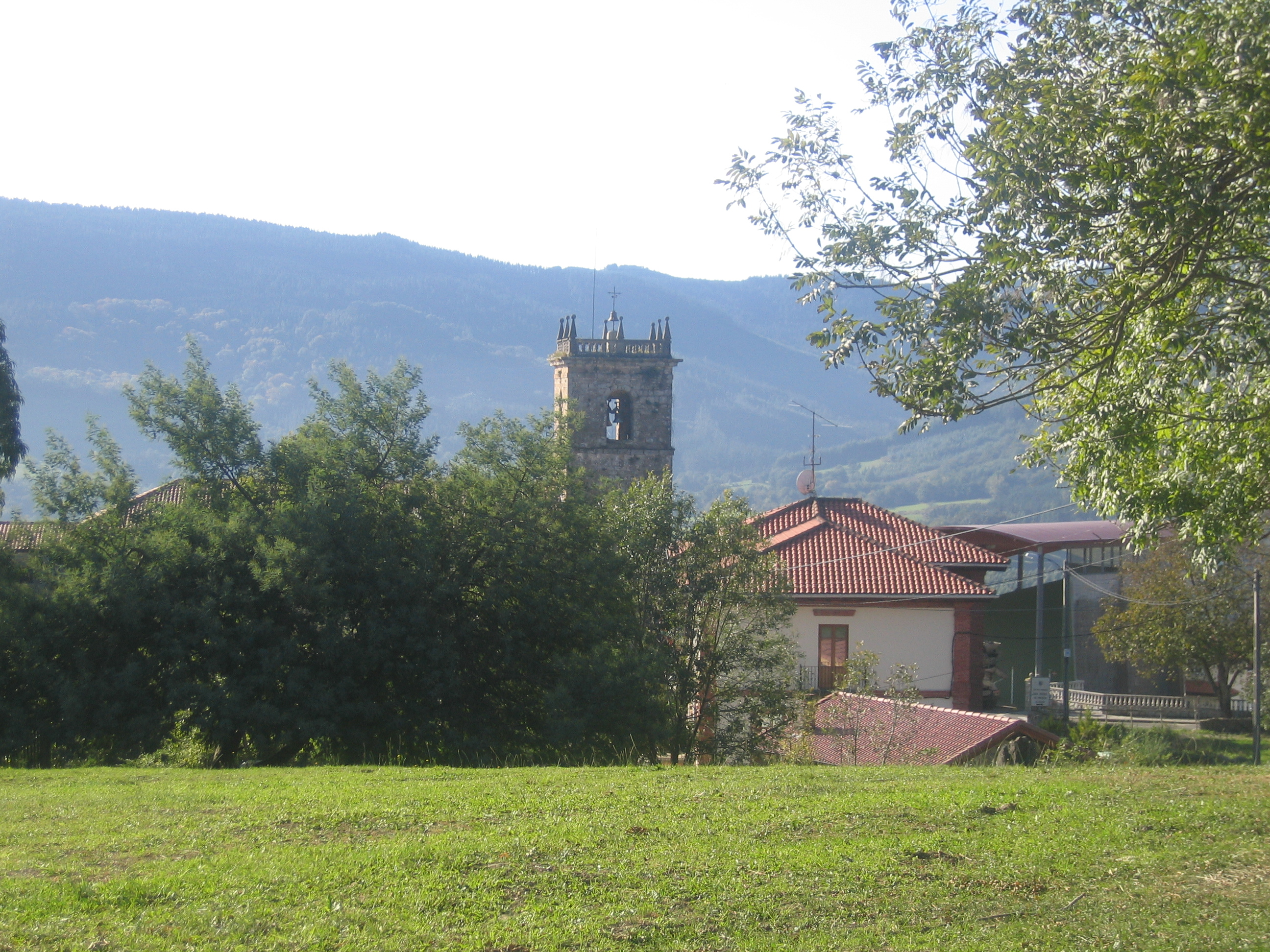

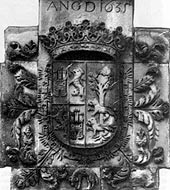

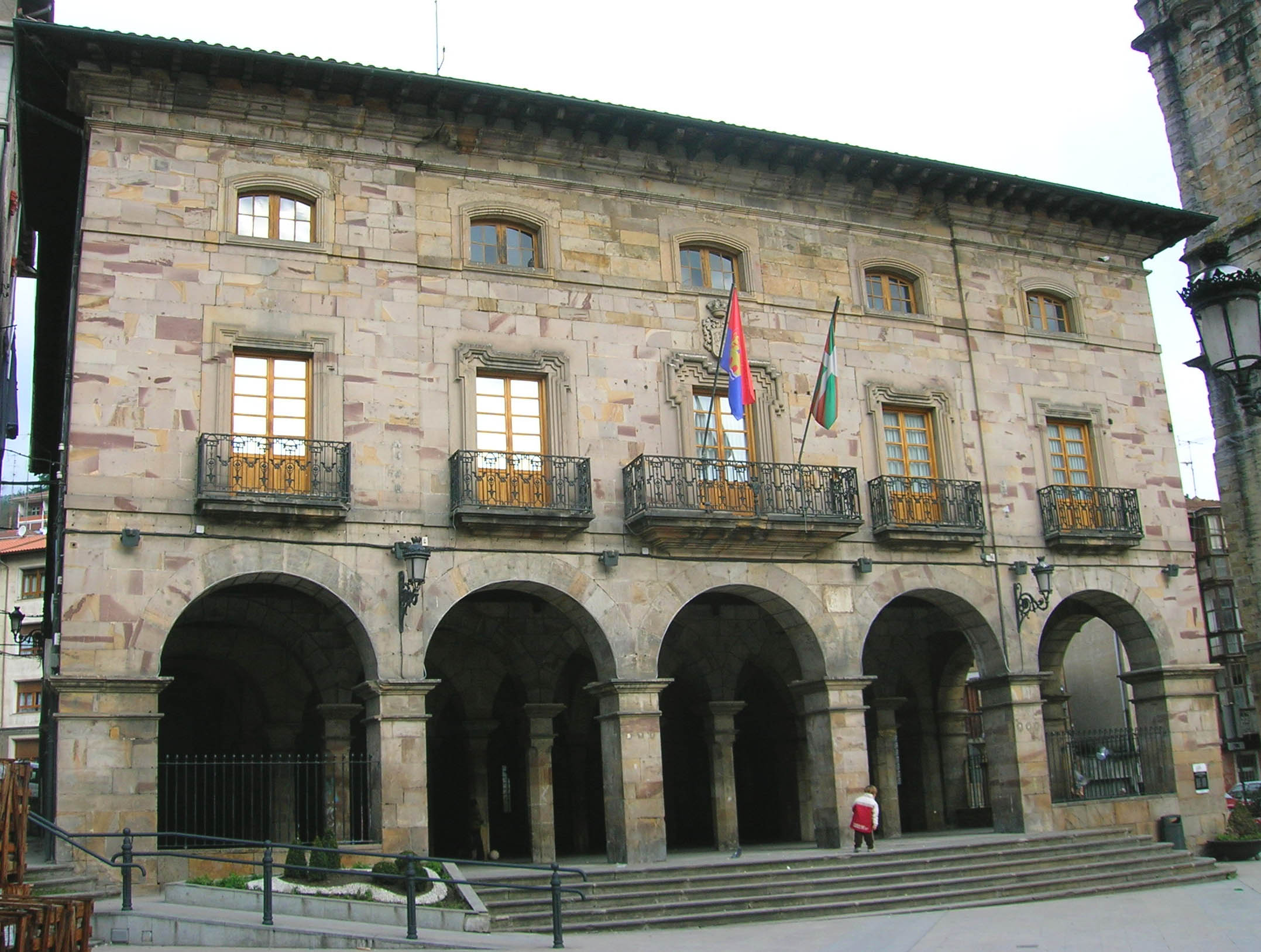

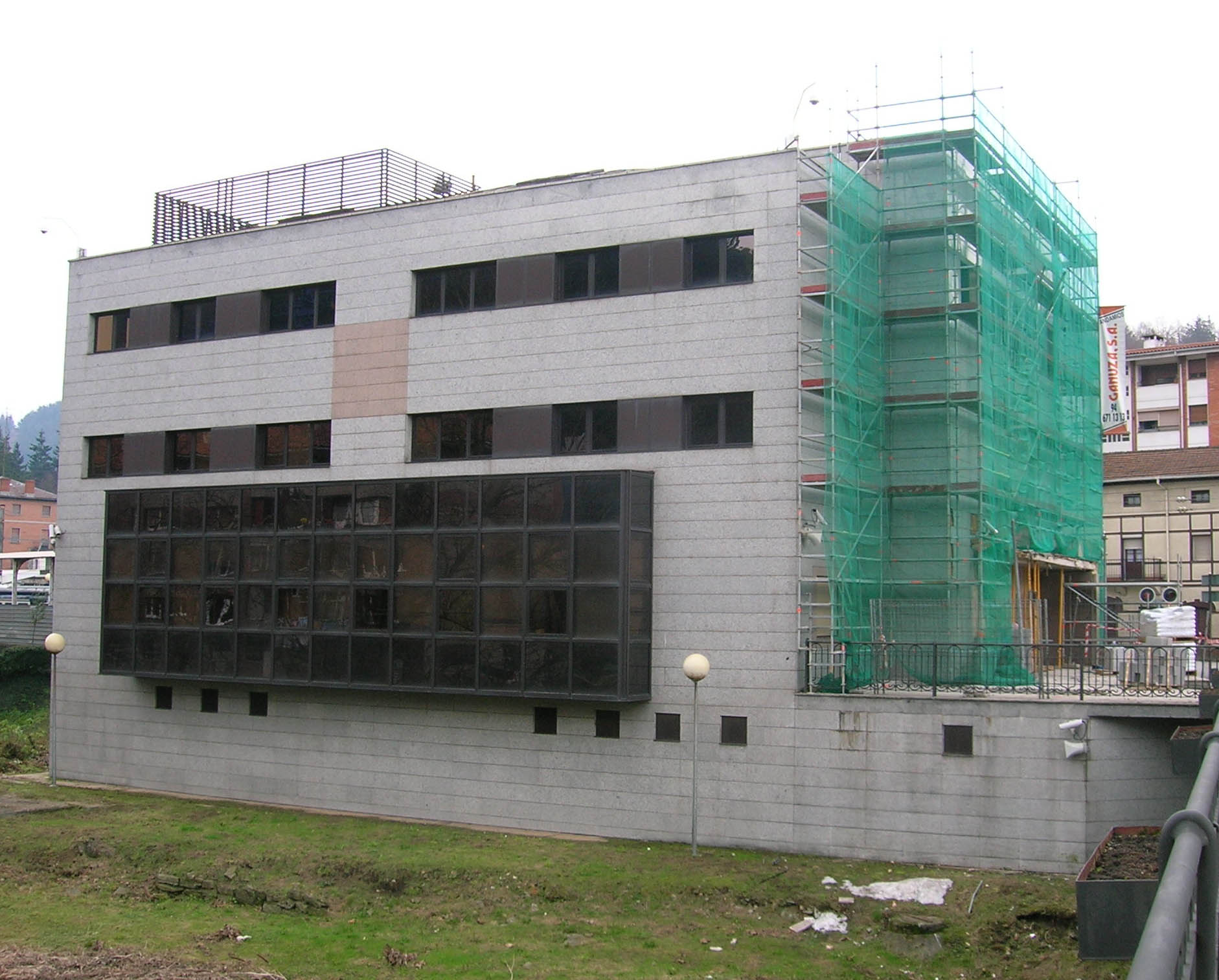

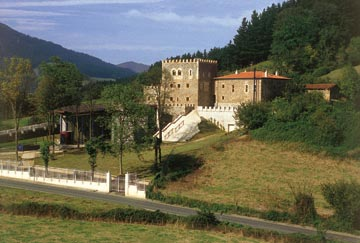

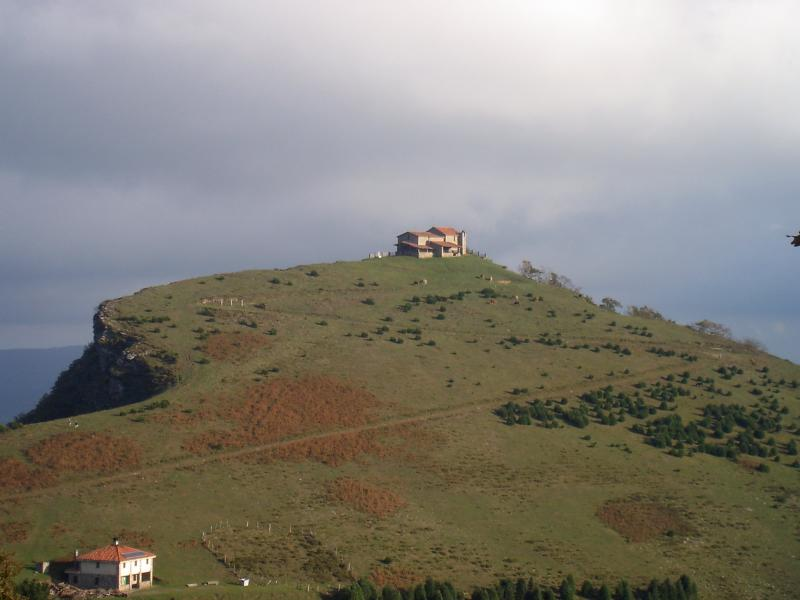

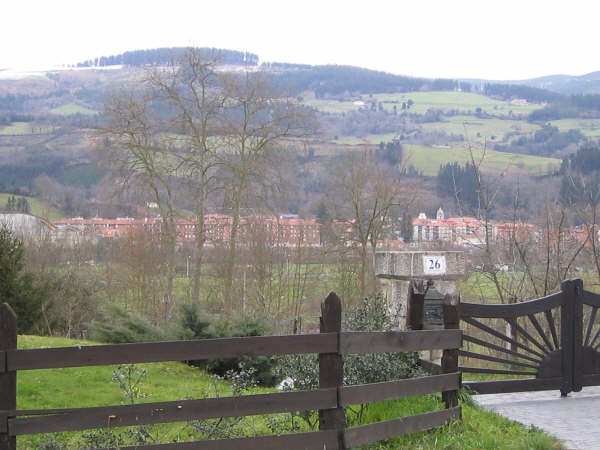

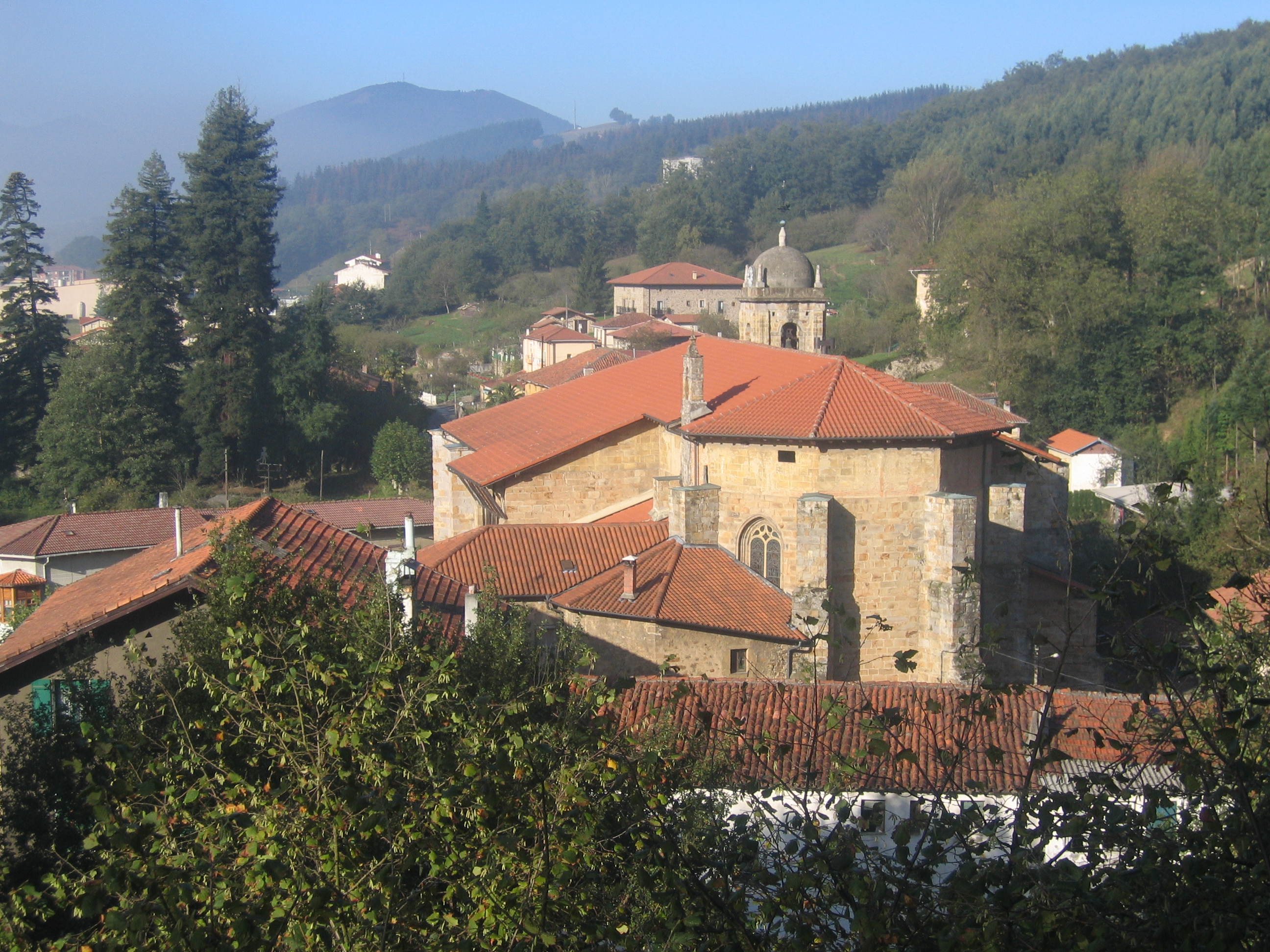

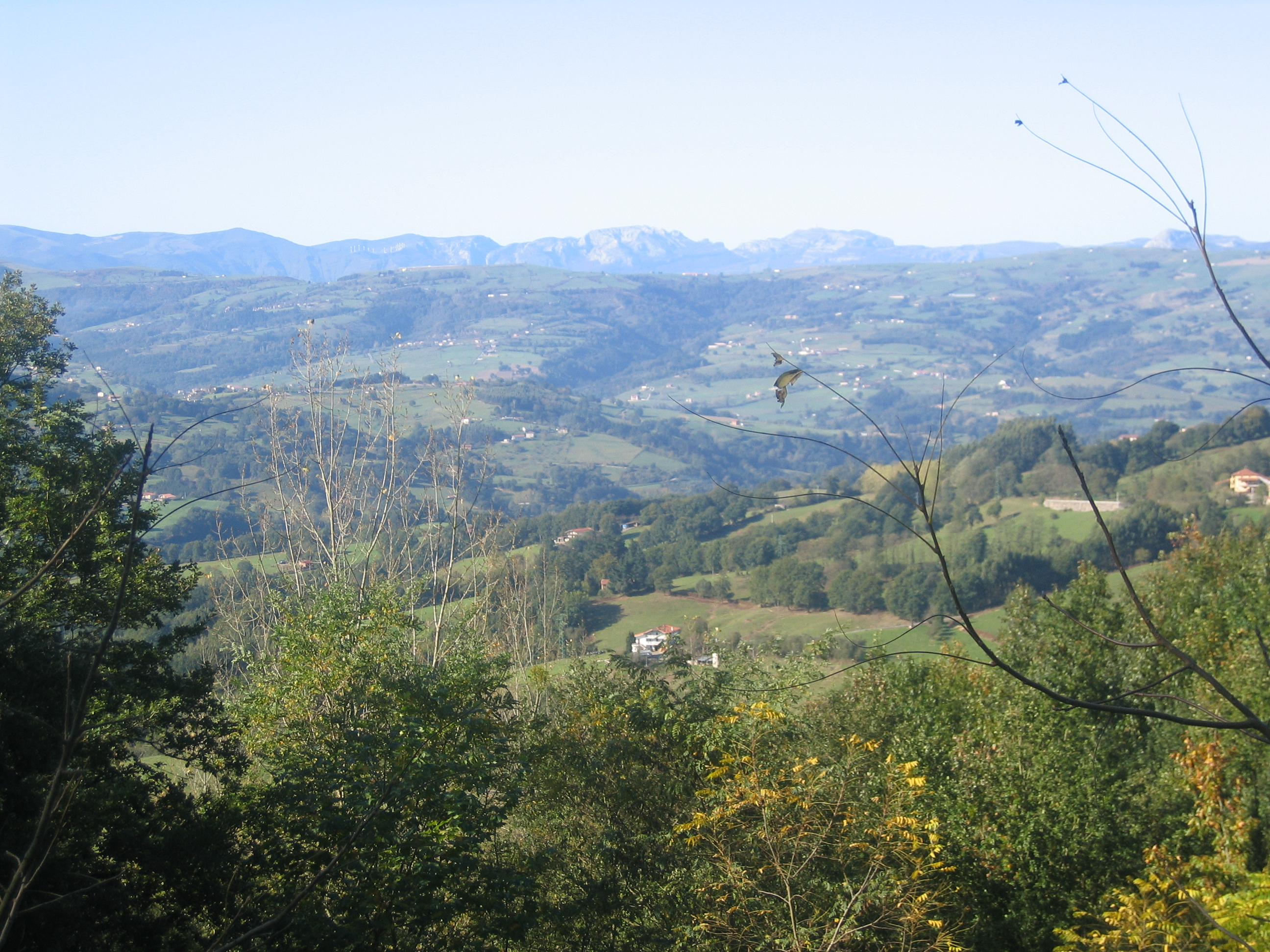

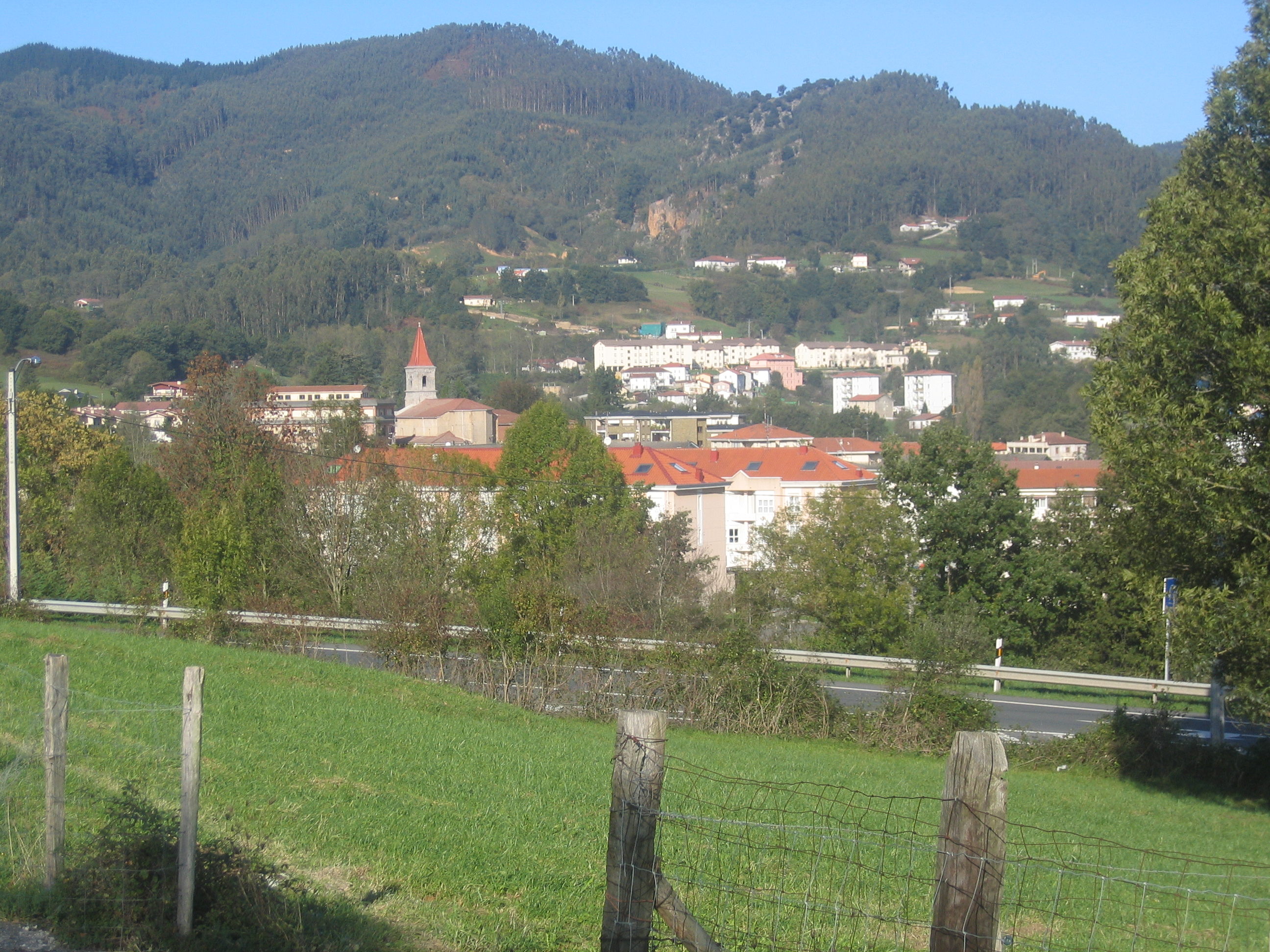

Лас-Энкартасьо́нес (исп. Las Encartaciones, баск. Enkarterri)  — район (комарка) в Испании, входит в провинцию Бискайя в составе автономного сообщества Страна Басков.

## Популярная культура
Лас-Энкартасьонес - это место, богатое суеверными традициями, колдовскими событиями и легендами, известными своей популярной культурой, есть такие города, как Салья "Город колдунов" и "Дворец ведьм" (Дворец ведьм) муниципалитета Гуэньес. Эти верования сохранились до 21-го века от рук писателей и художников, которые родились и выросли с магией баскской мифологии, среди которых Пачи Шабьер Лесама Перьер должен быть выделен интерпретациями доиндоевропейского слоя злых сверхъестественных существ, колдуны и колдовство из Лас-Энкартасьонес из Бискайя.

## Муниципалитеты
1. Вальмаседа
2. Карранса (Бискайя)
3. Арсенталес
4. Гуэньес
5. Салья
6. Сопуэрта
7. Гальдамес
8. Гордехуэла
9. Трусиос
10. Ланестоса